# Usson, Puy-de-Dôme

Usson este o comună în departamentul Puy-de-Dôme, Franța. În 1 ianuarie 2022 avea o populație de 297 de locuitori.